# Matalebreras
Matalebreras település Spanyolországban, Soria tartományban. Matalebreras Pozalmuro, Villar del Campo, Trévago, Fuentestrún, Castilruiz és Ólvega községekkel határos. Lakosainak száma 81 fő (2024).

## Népesség
A település népessége az elmúlt években az alábbi módon változott:
| Lakosok száma | 123  | 118  | 108  | 95   | 82   | 76   | 53   | 66   | 66   | 81   |
|               | 2001 | 2004 | 2007 | 2009 | 2012 | 2014 | 2017 | 2019 | 2022 | 2024 |